# Lausigk (Südliches Anhalt)
Lausigk ist ein Ortsteil der Ortschaft Scheuder der Stadt Südliches Anhalt im Landkreis Anhalt-Bitterfeld in Sachsen-Anhalt, (Deutschland).

## Geografie und Verkehrsanbindung
Der Ort liegt südöstlich des Kernortes Scheuder an der Kreisstraße K 2080. Nördlich verläuft die B 185, südlich die Landesstraße L 136.

## Geschichte
Am 20. Juli 1950 wurde die bis dahin eigenständige Gemeinde Naundorf nach Lausigk eingemeindet.
Am 1. Oktober 1961 wurde Lausigk mit dem zugehörigen Ortsteil Naundorf nach Scheuder eingemeindet.
Lausigk gehörte bis zum 31. Dezember 2009 zur Gemeinde Scheuder. Diese schloss sich am 1. Januar 2010 mit 17 anderen Gemeinden zur Stadt Südliches Anhalt zusammen.

## Sehenswürdigkeiten
In der Liste der Kulturdenkmale in Südliches Anhalt sind für Lausigk sieben Kulturdenkmale aufgeführt:
- die Kirche in der Dorfstraße
- das Pfarrhaus (Dorfstraße 19)
- ein Taufstein im Garten des Pfarrhauses
- eine Scheune (Dorfstraße 5)
- drei Wohnhäuser (Dorfstraße 4, 13 und 26)